# المركز الوطني للكتاب

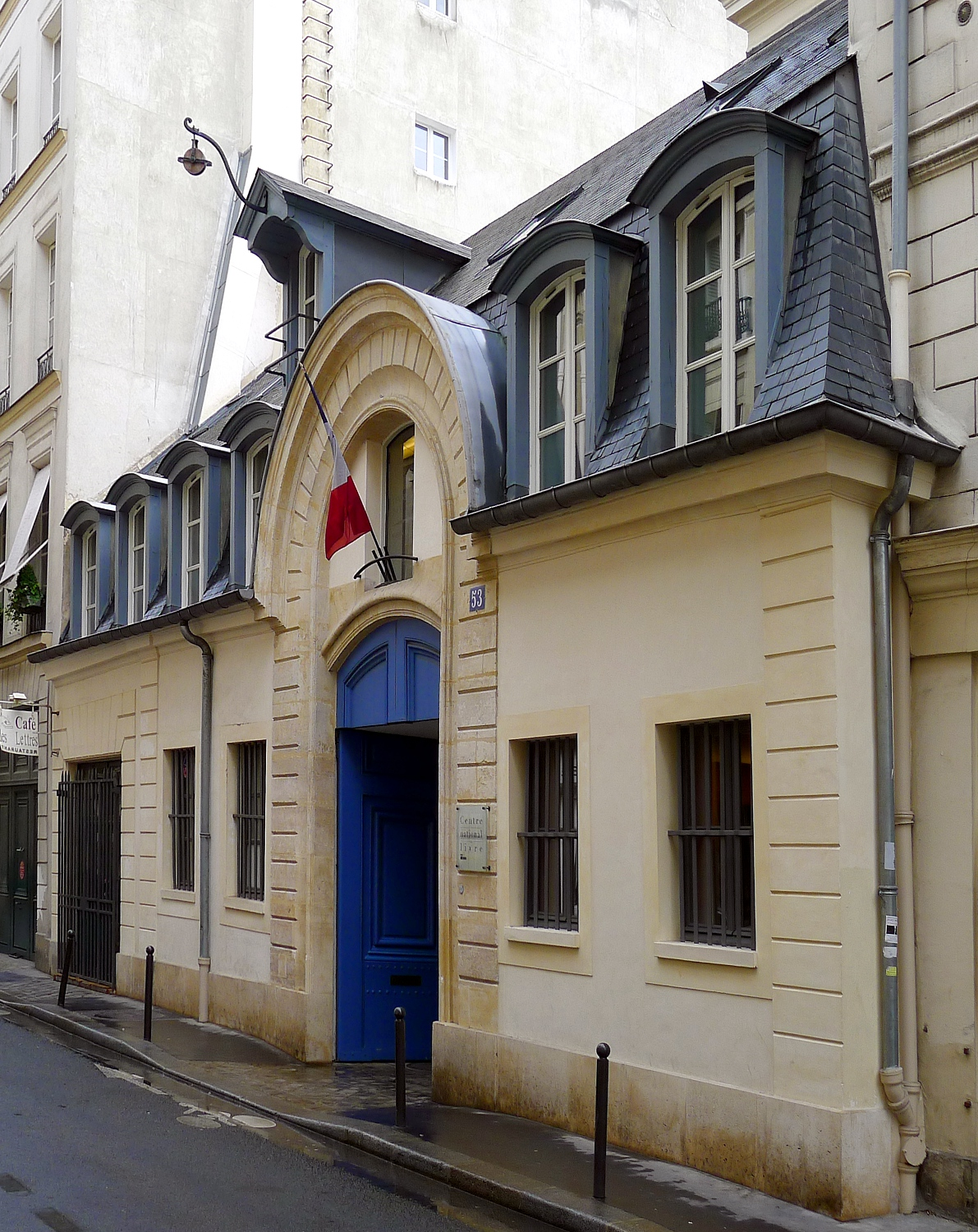
المركز الوطني للكتاب في 53 شارع فيرنويل، الدائرة السابعة في باريس.

المركز الوطني للكتاب (CNL) هو مؤسسة فرنسية عامة متخصصة ذات طابع الإدارة .
يتم وضع المركز الوطني للكتاب  تحت الإشراف الإداري لوزارة الثقافة والاتصال الفرنسية ( المديرية العامة للإعلام والصناعات الثقافية [الإنجليزية]
, خدمة الكتب والقراءة [الإنجليزية]
 ). مهمتها ورسالتها هي دعم سلسلة الكتاب بأكملها (المؤلفون والناشرون وبائعي الكتب والمكتبات ومروجي الكتب والقراءة)، وخاصة إنشاء ونشر الأعمال الأدبية الأكثر طموحًا. ويمنح القروض والمنح الدراسية بناء على توصيات اللجان المتخصصة.

## أنظر أيضاً
- كتب في فرنسا

## روابط خارجية
- المركز الوطني للكتاب : ما الذي سيتغير للمكتبات الموجودة في La Gazette
- المركز الوطني للكتاب (CNL) في المدرسة الوطنية العليا لعلوم المعلومات والمكتبات إنسيب
- الموقع الرسمي
- المركز الوطني للكتاب نسخة محفوظة 2017-02-17 على موقع واي باك مشين.
- الموقع الرسمي لمدرسة الترجمة الأدبية